# 大壱夏
大 壱夏（だい いちか、生没年不詳）は、渤海国の王族。第2代王・大武芸の伯・叔父の子。

## 人物
大武芸が726年に、黒水靺鞨の入唐使が渤海に通告することなく、領内を通過したことに端を発して、同母弟大門芸と黒水靺鞨の征討をめぐって対立し、大門芸に代えて「従兄大壱夏」に黒水靺鞨征討軍を統率させている。
また、この大壱夏が「従兄」と記されていることは、大壱夏が大武芸の伯・叔父の子であることを意味するため、この伯・叔父が初代王・大祚栄の弟である大野勃と考えられないこともないが、「伯・叔父」の実名は伝わらず具体的な関係は不明である。